# Keleanohoanaapiapi
Keleanohoanaapiapi, var en hawaiansk prinsessa, föremål för ett flertal legender i Hawaiis legendflora.  
En krater på Venus har fått sitt namn efter henne. 